# Otoplanidae
Otoplanidae är en familj av plattmaskar. Enligt Catalogue of Life ingår Otoplanidae i ordningen Proseriata, klassen virvelmaskar, fylumet plattmaskar och riket djur, men enligt Dyntaxa är tillhörigheten istället ordningen Proseriata, fylumet plattmaskar och riket djur. Enligt Catalogue of Life omfattar familjen Otoplanidae 99 arter. 

## Dottertaxa till Otoplanidae, i alfabetisk ordning[1][2]
- Alaskaplana
- Americanaplana
- Archotoplana
- Bothriomolus
- Bulbotoplana
- Dicoelandropora
- Galapagoplana
- Itaspiella
- Itaspis
- Kata
- Kataplana
- Monostichoplana
- Napoliplana
- Notocaryoplana
- Notocaryoturbella
- Orthoplana
- Otoplana
- Otoplanella
- Otoplanidia
- Paradoxoplana
- Paraplana
- Parotoplana
- Parotoplanella
- Parotoplanina
- Philosyrtis
- Pluribursaeplana
- Polyrhabdoplana
- Postbursoplana
- Praebursoplana
- Pseudorthoplana
- Pseudosyrtis
- Psilosyrtis
- Serpentiplana
- Triporoplana
- Xenotoplana
- Zygotoplana